# 秦萍
秦萍（1949年5月3日—2017年9月6日），原名陈小平，香港1960年代电影演员。出生於北平，幼年移居香港。1961年考入了邵氏的南国实验剧团第一期培训班。毕业后被导师推荐往日本的东宝艺能学校，继续修读课程。1964年回港后加入了邵氏兄弟有限公司，进而出道。同年在与李菁、凌波合作的《血手印》中崭露头角，代表作有《萬花迎春》、《欢乐青春》、《爱情的代价》、《香江花月夜》等。1970年出演了电影《爱情的代价》，不久后息影结婚并移居美国，1976年回港定居。2017年9月6日因癌症逝世。

## 電影
- 《血手印》(1964)飾  王千金
- 《妲己》(1964)
- 《萬花迎春》(1964) 飾 歌舞团员
- 《新啼笑姻緣》(1964) 飾
- 《江湖奇侠》(1965)飾 甘聯珠
- 《鸳鸯剑侠》(1965)飾 甘聯珠
- 《欢乐青春》(1966)
- 《虎侠歼仇》(1966)
- 《边城三侠》(1966)飾 魏文贞
- 《断肠剑》(1967)飾 刘贞儿
- 《星月争辉》(1967)
- 《琴劍恩仇》(1967)飾 甘聯珠
- 《香江花月夜》(1967)飾 贾婷婷
- 《垂死天鹅》(1967)飾 芬妮
- 《花月良宵》(1968)
- 《追魂镖》(1968)飾 玉婵
- 《虹》(1968)飾 梁明珠
- 《夺魂铃》(1968)飾 香香
- 《飞燕金刀》(1969)飾 李小燕
- 《钓金龟》(1969)飾 张萍
- 《燕娘》(1969)飾 李燕娘
- 《十二金牌》(1970)飾 金锁
- 《爱情的代价》(1970)飾 庄瑞芳
- 《玉女嬉春》(1972)飾  贾婷婷（戏中戏）

## 外部連結
- 秦萍在香港影庫上的簡介
- 秦萍（豆瓣） （页面存档备份，存于）
- 百度百科 - 秦萍